# Cyrix
Cyrix foi uma empresa multinacional estadunidense fundada em 1988 por Jerry Rogers e Tom Brightman, localizada em Richardson no Texas que fabricava microprocessadores.
Era uma fabricante de processadores na época dos clássicos Pentium (Intel) e K5 (AMD), chegou a fazer um processador chamado Cyrix DX4 para disputar na época com o 486 DX2 da Intel, lançou também o Cyrix 5x86 para disputar com o K5 da AMD. Logo depois lançou o Cyrix 6x86;6x86MX (com a tecnologia MMX)e o M2. Depois disso a Cyrix foi comprada pela VIA Tecnologies, uma tradicional fabricante de chipsets, desde então a Cyrix passou a ser uma marca e não um fabricante. O Cyrix 3 é o 1º processador feito pela VIA com a marca Cyrix, e foi o único processador que não era da Intel a usar o soquete 370. A empresa fabrica desde 2005 o VIA C7, processador para notebooks com inúmeras tecnologias novas, entretanto não foi sucesso de vendas.